# Провітрювач

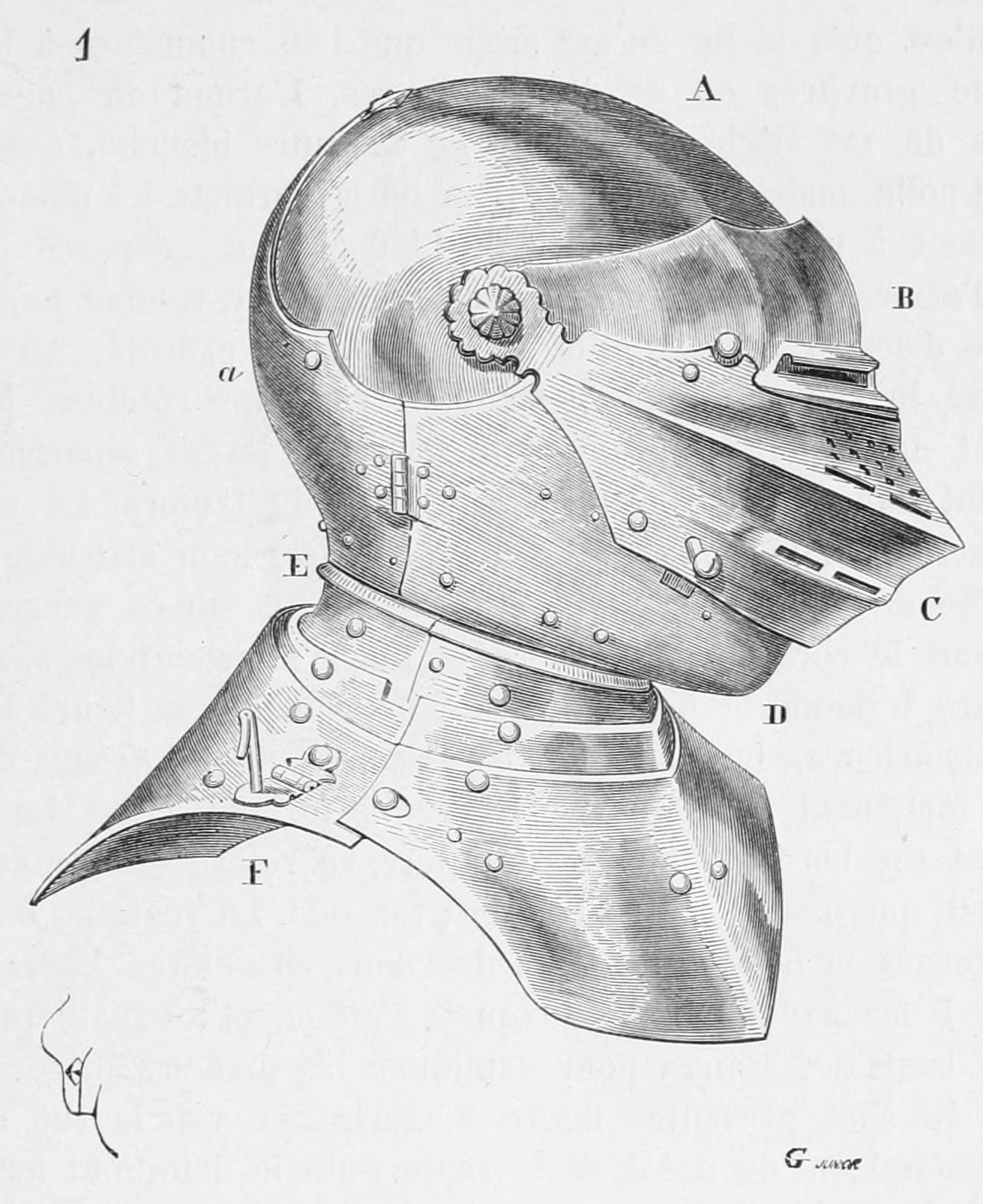
Шолом із провітрювачем (С) і козирком (В).

Прові́трювач (англ. і фр. ventail) — нижня частина заборола європейського шолома XIV—XVI століття. У ранніх шоломах наглухо поєднувався з козирком (дашком), верхньою частиною заборола. У пізніх шоломах був відокремлений, став єдиною рухомою частиною заборола. Захищав обличчя вояка — очі, ніс, рот, щоки. Мав вентиляційні отвори (прорізи) для доступу повітря й провітрювання, від чого отримав свою назву.